# Luigi Riva
Pour les articles homonymes, voir Riva.
Luigi Riva, né le 7 novembre 1944 à Leggiuno (Lombardie) et mort le 22 janvier 2024 à Cagliari (Sardaigne) est un footballeur international italien.
Surnommé « Gigi », il effectue l'essentiel de sa carrière en club avec l'équipe de Cagliari avec laquelle il remporte un titre de champion d'Italie lors de la saison 1969-1970. Meilleur buteur de l'équipe d'Italie avec 35 buts, il remporte avec la sélection l'Euro 1968 et atteint la finale de la Coupe du monde 1970.

## Carrière en club
Sa carrière débute en 1962 dans le club de Legnano. L'année suivante il rejoint l'équipe de Cagliari avec laquelle il effectue ensuite toute sa carrière, refusant les offres d'autres clubs comme la Juventus. Il fait ses débuts en Série A le 13 septembre 1964 et est le meilleur buteur du calcio à trois reprises, en 1967, 1969 et 1970. 
En 1970, il réussit à gagner le scudetto de champion d'Italie, le premier et seul titre remporté par Cagliari et l'un des rares titres non remportés par une équipe du trio Rome-Turin-Milan. Lors de la saison 1971-1972 il termine deuxième meilleur buteur du calcio, après Roberto Boninsegna, avec 21 buts.

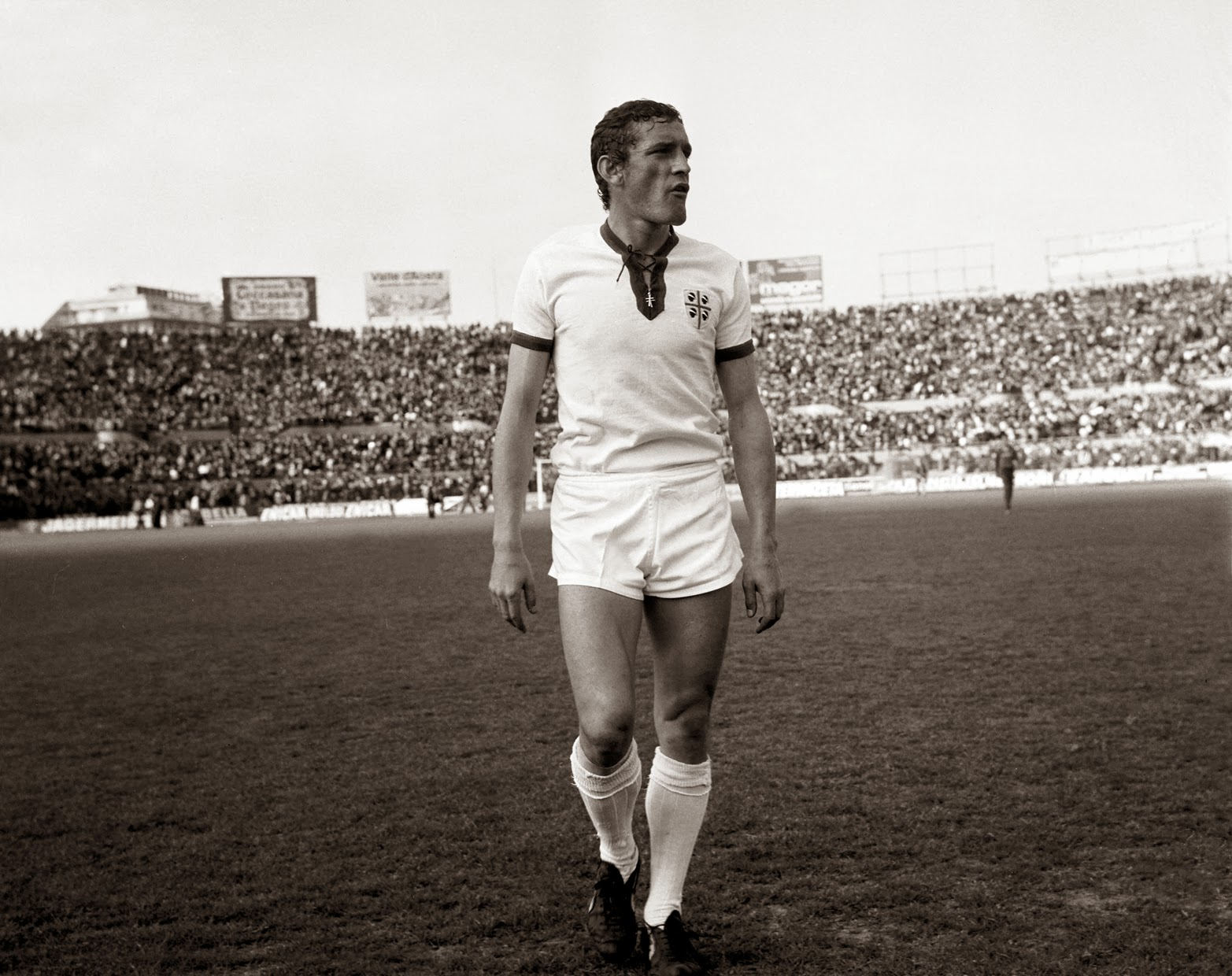
Riva au Cagliari en 1970

Réputé pour son sang froid devant le but et son jeu aérien, il joue 338 rencontres et marque 170 buts, dont 156 en série A.
Au classement du meilleur joueur (Ballon d'or) européen, il est 2d en 1969 (derrière Gianni Rivera) et 3e en 1970 (derrière Gerd Müller et Bobby Moore).

## Carrière internationale
Il a débuté dans l'équipe d'Italie qui jouait contre la Hongrie le 27 juin 1965 (défaite 2 à 1). Son meilleur résultat fut une victoire lors du championnat d'Europe de 1968 pendant lequel il fit admirer son jeu du pied gauche à la pointe de l’attaque.
Il est encore actuellement le meilleur buteur de l'équipe d'Italie avec 35 buts en 42 rencontres. 
Il a terminé deuxième de la coupe du monde 1970, après une finale perdue contre une fameuse équipe du Brésil. En demi-finale il avait marqué un but décisif contre l'équipe d'Allemagne. Il a participé aussi à la coupe du monde 1974, mais avec moins de réussite, et disputa son dernier match international contre l'équipe d'Argentine le 19 juin 1974 (match nul 1 à 1).
Il a eu la jambe gauche fracturée (tibia et péroné) le 27 mars 1967 lors d'un match amical contre le Portugal et la droite le 31 octobre 1970 contre l'Autriche en phase qualificative du Championnat d'Europe. Il mit fin à sa carrière de footballeur en 1976. Il a fait ensuite partie de l'encadrement de l'équipe de Cagliari, puis de celui de l'équipe nationale.

## Hommage et décès
Le 7 mai 2015, en présence du président du Comité national olympique italien (CONI), Giovanni Malagò, a été inauguré  le Walk of Fame du sport italien dans le parc olympique du Foro Italico de Rome, le long de Viale delle Olimpiadi. 100 tuiles rapportent chronologiquement les noms des athlètes les plus représentatifs de l'histoire du sport italien. Sur chaque tuile figure le nom du sportif, le sport dans lequel il s'est distingué et le symbole du CONI. L'une de ces tuiles lui est dédiée .
Riva meurt le 22 janvier 2024 d'une longue maladie.

## Palmarès

### Club
| Cagliari Calcio - Championnat d'Italie : - Champion : 1969-70. - Meilleur buteur : 1966-67 (18 buts), 1968-69 (20 buts) et 1969-70 (21 buts). |

### Équipe nationale
Italie
- Championnat d'Europe (1) :
  - Vainqueur : 1968.
  - Meilleur buteur de l'histoire de l'Équipe d'Italie (35 buts).

- Coupe du monde
  - Finaliste : 1970